# Kim Kum-yong
Kim Kum-yong (n. 17 august 2001, Phenian, RPDC) este o jucătoare de tenis de masă ce a reprezentat Coreea de Nord, medaliată olimpică. A participat la o ediție a Jocurilor Olimpice (2024) în care a câștigat o medalie de argint.

## Participări
Lista de mai jos prezintă principalele competiții la care a participat Kim Kum-yong de-a lungul carierei.
- Tenis de masă la Jocurile Olimpice de vară din 2024 - dublu mixt